# Armylaena fasciata
Armylaena fasciata är en skalbaggsart som först beskrevs av Charles Joseph Gahan 1890.  Armylaena fasciata ingår i släktet Armylaena och familjen långhorningar.
Artens utbredningsområde är:
- Kenya.
- Moçambique.
- Zimbabwe.

Inga underarter finns listade.